# Emmertsgrund (Heidelberg)

Mapa da localização de Emmertsgrund em Heidelberg

Emmertsgrund é um distrito de Heidelberg. Está localizado nas fraldas do Königstuhl acima do distrito de Rohrbach e Leimen, ao sul do distrito de Boxberg.